# Haha (nghệ sĩ)
Đây là một tên người Triều Tiên, họ là Ha.
Ha Dong-hoon (tiếng Hàn: 하동훈; sinh ngày 20 tháng 8 năm 1979), nổi tiếng hơn với nghệ danh Haha (tiếng Hàn: 하하) là ca sĩ, diễn viên, dẫn chương trình và nghệ sĩ hài người Hàn Quốc nhưng sinh ra ở Đức. Anh được biết đến rộng rãi thông qua sitcom Nonstop và 2 chương trình tạp kĩ Thử thách cực đại (MBC) và Running Man (SBS).

## Tiểu sử
Ha Dong-hoon sinh ngày 20 tháng 8 năm 1979 tại Berlin, Đức và chuyển đến Seoul, Hàn Quốc khi còn là một đứa trẻ. Cha mẹ anh đều là người Hàn Quốc và anh có một chị gái Ha Juri (Hangul: 하쥬리), một nghệ sĩ piano. Ha Dong-hoon tốt nghiệp Đại học Daejin, lấy bằng Thạc sĩ về Kịch nghệ và Mỹ thuật.

## Sự nghiệp

### 2000-2008: Ra mắt và trở nên nổi tiếng
Anh trở thành thực tập sinh cho Seoul Records and ra mắt với tư cách ca sĩ và rapper năm 2001 với ban nhạc nam Jikiri. Dù quảng cáo rầm rộ nhưng Jikiri vẫn thất bại và nhanh chóng tan rã.
Năm 2002, Haha cùng dẫn chương trình What's Up YO! với MC Mong và Jerome To. 3 người sau đó được gọi là "What's Up Trio" (tạm dịch: Bộ ba What's Up) vì tình bạn bè khăng khít của họ trên TV. Haha tiếp tục là thành viên chính thức sitcom Nonstop mùa 3, 1 sitcom nói về cuộc sống của 1 nhóm sinh viên đại học. Haha tiếp tục tham gia đến năm 2003 và điều này giúp anh được công nhận kĩ năng diễn xuất và hài kịch. Sau đó Haha trở thành nhà sản xuất và dẫn chương trình cho radio show của mình cùng MC Mong, gọi là Haha và Mong's Journey (tạm dịch: Chuyến đi của Haha và Mong) năm 2004 thuộc SBS Power FM.
Sau khi rời Nonstop, Haha dành 2 năm thu âm album đầu tay của mình tên "The Beautiful Rhyme Diary" cùng ca sĩ Taw. Album được xuấ bản ngày 18/2/2005 cùng đĩa đơn đầu tay "Love Song" nhưng không thành công. Cuối cùng Ha được mời tham gia X-man ngày 22/5/2005 và trở nên nổi tiếng vì bắt chước Kim Jong-kook. Sự nổi tiếng nhanh chóng giúp Haha trở thành khách mời thường xuyên trên X-man, một trong những show nổi nhất thời điểm đó.
Cũng nhờ vào sự nổi tiếng đó mà Ha được thêm vào dàn cast Thử thách cực đại (MBC) tháng12 năm 2005 khi một phần format của chương trình thay đổi theo ý của PD mới, Kim Tae-ho. Vào mùa 3 năm 2006, nội dung và format của chương trình thực tế tạp kĩ này được đón nhận và được nhiều chương trình sau này học hỏi theo. Từ ngày 2 tháng 12, 2006, chương trình nhận được rating cao nhất vào khung giờ vàng tối thứ 7. Trong tập cuối cùng của Haha trước khi thực hiện nghĩa vụ quân sự, Ha đã biểu diễn tại buổi hòa nhạc được các thành viên khác bí mật tổ chức cho mình ở Công viên Yeouido.
Ha cũng quay trở lại làm khách mời trên mùa 6 (mùa cuối) của Nonstop năm 2006. Năm 2007, Ha tung ra đĩa đơn thứ 2, "you're my destiny" dựa theo "stand by me" của Ben E.King. Haha sau đó tham gia dẫn chương trình Happy Shares Company đến tháng 2 năm 2008.

### 2008–nay: Nghĩa vụ quân sự,Running Man, và tiếp tục sự nghiệp âm nhạc
Tháng 2 năm 2008, Haha tạm thời dời Thử thách cực đại để phục vụ quân đội. Trước đó có tin nói anh định trốn tránh nghĩa vụ nhưng sau đó được xác minh là tin giả và Haha chỉ hoãn lại một thời gian. Trong thời gian đi lính, anh hợp tác với nhóm nhạc mới Davichi trong bài "love and war" của họ. Sau 24 tháng phục vụ quân ngũ, Haha xuất ngũ ngày 11 tháng 3, 2010.

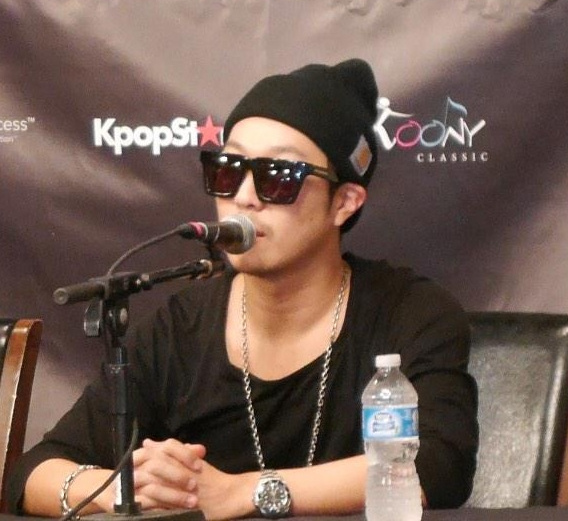
Haha tại buổi họp báo, Running Man Bros' US Tour, Dallas, 14 tháng 12 năm 2014

Haha tiếp tục quay lại chương trình Thử thách cực đại theo ý muốn của các thành viên Yoo Jae-suk và Noh Hong-chul. Anh cũng là khách mời thường xuyên trên talk show Come to Play của Yoo Jae-suk và cùng chủ trì Haha-Mong Show với MC Mong cho đến khi MC Mong bị cáo buộc trốn tránh nghĩa vụ quân sự. Từ 2010, Haha là thành viên chính thức của chương trình thực tế Running Man. Ngày 30 tháng 12, 2011, Haha nhận giải "best entertainer" trong lễ Trao giải SBS 2011 nhờ cống hiến của mình trong show này và trình diễn ca khúc Rosa của mình trên sân khấu.
Năm 2012, Haha tiếp tục sự nghiệp âm nhạc của mình, hợp tác cùng Skull tạo ra mini-album "Skull & Haha Ya Man". Cả hai biểu hiện bài "Busan Vacance" trong album ở một vài chương trình ca nhạc trên TV, và Haha cũng thể hiện nó cùng các thành viên Running Man khi họp fan. Năm 2012, Haha cùng Gary, một thành viên Running Man khác xuất hiện trên bài "Words I Want To Say To You" trong album đánh dấu sự trở lại của Jong-kook "Volume 7 - Journey Home".
Năm 2014, Haha và Kim Jong-kook thành lập ban nhạc song ca, Running Man Brothers, và lưu diễn ở Mỹ vào tháng 7 và tháng 12.
Năm 2019, Haha tiếp tục tham gia chương trình Running Man, anh và các thành viên của Running Man ra mắt album ca nhạc kỉ niệm 9 năm hoạt động của chương trình.

## Đời tư
Ngày 15 tháng 8 năm 2012, có thông báo rằng Haha sẽ kết hôn với ca sĩ Hàn Quốc Byul. Cặp đôi làm đám cưới ngày 30 tháng 11 cùng năm. và chào đón cậu con trai đầu lòng, Ha Dream ngày 9 tháng 7 năm 2013. Ngày 22 tháng 3 năm 2017, cậu con trai thứ hai Ha Soul ra đời. Và ngày 15 tháng 7 năm 2019, nàng công chúa Ha Song ra đời.

## Sự nghiệp ca hát

### Album
| The Beautiful Rhyme Diary | - Xuất bản: 18/2/2005 - Hãng đĩa: Eins Digital - Định dạng: CD, tải nhạc xuống       | —  |
| Quan Ninomarley A.K.A. Haha Reggae Wave | - Xuất bản: 14/9/2011 - Hãng đĩa: Loen Entertainment - Định dạng: CD, tải nhạc xuống | 19 |
| Acoustic Tuning Time | - Phát hành: ngày 22 tháng 3 năm 2012                                                |    |
| "—" nghĩa là không có tên trên bảng xếp hạng hoặc bị cấm chiếu ở khu vực đó. "*" nghĩa là có tên trên bảng xếp hạng nhưng thứ hạng không cao. |                                                                                      |    |

### Album hợp tác
| Skull & Haha Ya Man                                                 | - Phát hành: ngày 30 tháng 7 năm 2012 - Hãng đĩa: QUAN Entertainment and KMG - Ca sĩ: Skull and Haha | — | Danh sách bài hát 1. "YA MAN !!" 2. "Waikiki Brothers" 3. "Busan Vacance" 4. "The Day I Move" 5. "BIG UP" 6. "Hennessy 19" |
| "—" nghĩa là không được xếp hạng hoặc bị cấm phát hành ở khu vực đó | |   | |

| Tựa                                        | Ngày phát hành      | Ca khúc thể hiện   | Nghệ sĩ hợp tác                                                                                 | Tham khảo |
| ------------------------------------------ | ------------------- | ------------------ | ----------------------------------------------------------------------------------------------- | --------- |
| Running Man Fan Meeting: Project Running 9 | 22 tháng 9 năm 2019 | "I Like It" (좋아) | Yoo Jae-suk, Jee Seok-jin, Kim Jong-kook, Song Ji-hyo, Lee Kwang-soo, Yang Se-chan, Jeon So-min | [ 28 ]    |

### Đĩa đơn
| 2005                                                                         | "Play"                              | —  | The Beautiful Rhyme Diary               |
| 2005                                                                         | "Love Song"                         | —  | The Beautiful Rhyme Diary               |
| 2007                                                                         | "You're My Destiny"                 | 1  | Không phát hành album nào               |
| 2008                                                                         | "It's 7 Years" (với Taw và MC Mong) | 25 | Không phát hành album nào               |
| 2008                                                                         | "That's Right, I Can't Sing"        | 34 | Không phát hành album nào               |
| 2010                                                                         | "A Bottle of Liquor" (với Tiger JK) | —  | Không phát hành album nào               |
| 2010                                                                         | "You're My Destiny 2"               | 48 | Không phát hành album nào               |
| 2011                                                                         | "Rosa"                              | 27 | Quan Ninomarley A.K.A. Haha Reggae Wave |
| 2011                                                                         | "Sae Song"                          | —  | Quan Ninomarley A.K.A. Haha Reggae Wave |
| "—" nghĩa là không có tên trên bảng xếp hạng hoặc bị cấm chiếu ở khu vực đó. |                                     |    |                                         |

### MV tham gia
| Năm  | Bài hát                                                                         | Thứ hạng cao nhất | Album                                   |
| Năm  | Bài hát                                                                         | KOR               | Album                                   |
| ---- | ------------------------------------------------------------------------------- | ----------------- | --------------------------------------- |
| 2008 | "사랑과 전쟁 (Love and War)" Davichi (Narr. HaHa)"                              | -                 | Vivid Summer Edition Amaranth Repackage |
| 2012 | "너에게 하고 싶은 (Words I Want To Say To You)" Kim Jong-kook feat Haha và Gary | –                 | Volume 7 - Journey Home                 |

## Phim ảnh

### Điện ảnh
| Năm  | Tiêu đề              | Vai trò         | Ghi chú   |
| ---- | -------------------- | --------------- | --------- |
| 2005 | Love in Magic        | Park Dong-sun   | Vai phụ   |
| 2006 | My Boss, My Teacher  | Jin Soo         | Vai phụ   |
| 2006 | Who Slept with Her?  | Ahn Myeong-seop | Vai chính |
| 2006 | Holy Daddy           | Ha Dong-hoon    | Vai chính |
| 2007 | The Friends          | Halibut         | Vai phụ   |
| 2007 | Happily N'Ever After | Mambo           | Vai chính |

### Truyền hình
| Năm      | Chương trình         | Vai trò                  | Đài  | Ghi chú                                          |
| -------- | -------------------- | ------------------------ | ---- | ------------------------------------------------ |
| 2002–03  | What's Up YO!        | Đồng chủ trì             | Mnet | cùng MC Mong                                     |
| 2002–03  | Nonstop              | HaHa                     | MBC  | Vai chính, mùa 3                                 |
| 2005–07  | X-Man                | Chính mình               | SBS  | khách mời thường xuyên                           |
| 2005–08  | Thử thách cực đại    | Đồng chủ trì             | MBC  | Tham gia 2005-2008 vì Nghĩa vụ quân sự           |
| 2006     | Nonstop              | HaHa                     | MBC  | Khách mời mùa 6                                  |
| 2006–08  | Music Bank           | Chủ trì                  | KBS2 | Đến 2/2008 vì Nghĩa vụ quân sự                   |
| 2007     | Yi San               | Diễn viên phụ            | MBC  | Khách mời                                        |
| 2007–08  | Happy Shares Company | Đồng chủ trì             | MBC  | Đến 2/2008 vì Nghĩa vụ quân sự                   |
| 2008     | Music Bank           | Chính mình               | KBS2 | biểu diễn bài "You're My Destiny"                |
| 2010     | Haha-Mong Show       | Đồng chủ trì             | SBS  | Alongside MC Mong                                |
| 2010–nay | Thử thách cực đại    | Đồng chủ trì             | MBC  | Returned to cast in March 2010; Currently airing |
| 2010–nay | Running Man          | Đồng chủ trì             | SBS  | Đang phát sóng                                   |
| 2011     | Music Bank           | Chính trình              | KBS2 | Biểu diễn bài Rosa                               |
| 2012     | Haha's 19TV Mutiny   | Chủ trì                  | MBC  | Đang phát sóng                                   |
| 2018     | Vòng xoay vận mệnh   | Bạn trai của Oh Eul-soon | KBS2 | Khách mời đặc biệt, Tập 1                        |

### Chương trình tạp kĩ thực tế
| Năm                 | Chương trình      | Vai trò    | Đài  | Ghi chú                                       |
| ------------------- | ----------------- | ---------- | ---- | --------------------------------------------- |
| 2005-2008 2010-2018 | Thử thách cực đại | Thành viên | MBC  | 12/ 2005 - 03/ 2008 03/ 2010 - 2018           |
| 2010–nay            | Running Man       | Thành viên | SBS  | Tập 1 - nay                                   |
| 2013                | Happy Together    | Khách mời  | KBS2 | Khách cùng với Shin Bora, Kim Jongmin         |
| 2014                | Happy Together    | Khách mời  | KBS2 | Khách cùng với Sung Si Kyung, Jung Joon Young |

### Góp mặt trong video âm nhạc
- 2011 LeeSsang - "Kyuksantawoo" (격산타우)
- 2013 PSY (싸이) - "Gentleman" (cùng các thành viên trong Thử thách cực đại)
- 2014 Park Ji Yoon - "Beep"
- 2014 Jinusean - "Tell me one more time" cùng với Yoo Jae-suk

## Giải thưởng và đề cử
| Năm  | Giải thưởng                                                         | Hạng mục                                                       | (Những) Người / Tác phẩm được đề cử | Kết quả   | Chú thích     |
| ---- | ------------------------------------------------------------------- | -------------------------------------------------------------- | ----------------------------------- | --------- | ------------- |
| 2006 | Korea Fashion World Awards lần 4                                    | Best Dressed broadcast sector                                  | Haha                                | Đoạt giải |               |
| 2006 | Giải thưởng giải trí MBC lần thứ 6 (6th MBC Entertainment Awards)   | Giải nam xuất sắc                                              | Thử thách cực đại                   | Đoạt giải |               |
| 2006 | Giải thưởng giải trí MBC lần thứ 6 (6th MBC Entertainment Awards)   | Giải thưởng Xuất sắc (Hạng mục Tạp kỹ)                         | Thử thách cực đại                   | Đoạt giải |               |
| 2007 | Giải thưởng giải trí SBS lần thứ 1 (1st SBS Entertainment Awards)   | Giải Đặc biệt                                                  | Haha                                | Đoạt giải |               |
| 2007 | Giải thưởng giải trí MBC lần thứ 7 (7th MBC Entertainment Awards)   | Giải Xuất sắc nhất (Daesang)                                   | Thử thách cực đại                   | Đoạt giải |               |
| 2007 | Mnet 20s choice                                                     | Giải DJ Xuất sắc nhất                                          | Haha                                | Đoạt giải |               |
| 2010 | Innovation Awards                                                   | A fifth category Innovation Awards                             | Haha                                | Đoạt giải |               |
| 2011 | National championship 2000m adjustment nobiseu Eight Special lần 53 | Giải Đặc biệt                                                  | Thử thách cực đại                   | Đoạt giải |               |
| 2011 | Giải thưởng giải trí SBS lần thứ 5 (5th SBS Entertainment Awards)   | Giải thưởng nghệ sĩ giải trí xuất sắc nhất: Hạng mục đa dạng   | Running Man                         | Đoạt giải |               |
| 2013 | Giải thưởng giải trí SBS lần thứ 7 (7th SBS Entertainment Awards)   | Giải Khán giả bình chọn                                        | Running Man                         | Đoạt giải | [ 37 ]        |
| 2013 | Giải thưởng giải trí SBS lần thứ 7 (7th SBS Entertainment Awards)   | Nam nghệ sĩ xuất sắc                                           | Running Man                         | Đoạt giải | [ 37 ]        |
| 2014 | Giải thưởng giải trí MBC lần thứ 14 (14th MBC Entertainment Awards) | Giải do các PD bình chọn                                       | Thử thách cực đại                   | Đoạt giải |               |
| 2015 | Giải thưởng giải trí MBC lần thứ 15 (15th MBC Entertainment Awards) | Giải thưởng Xuất sắc hàng đầu (Hạng mục Chương trình/Tạp kỹ)   | Thử thách cực đại                   | Đoạt giải |               |
| 2015 | Giải thưởng giải trí MBC lần thứ 15 (15th MBC Entertainment Awards) | Achievement Award (với các thành viên Thử thách cực đại)       | Thử thách cực đại                   | Đoạt giải |               |
| 2016 | Giải thưởng giải trí SBS lần thứ 10 (10th SBS Entertainment Awards) | Nghệ sĩ xuất sắc hàng đầu                                      | Running Man                         | Đề cử     | [ 38 ] [ 39 ] |
| 2017 | Giải thưởng giải trí SBS lần thứ 11 (11th SBS Entertainment Awards) | Giải thưởng Xuất sắc (Hạng mục Tạp kỹ)                         | Running Man                         | Đề cử     | [ 40 ] [ 41 ] |
| 2017 | Giải thưởng giải trí SBS lần thứ 11 (11th SBS Entertainment Awards) | Giải thưởng Ngôi sao toàn cầu (với các thành viên Running Man) | Running Man                         | Đoạt giải | [ 40 ] [ 41 ] |
| 2019 | Giải thưởng giải trí SBS lần thứ 13 (13th SBS Entertainment Awards) | Nghệ sĩ xuất sắc                                               | Running Man                         | Đoạt giải | [ 42 ]        |
| 2020 | Giải thưởng giải trí SBS lần thứ 14 (14th SBS Entertainment Awards) | Giải Nội dung Vàng (với các thành viên Running Man)            | Running Man                         | Đoạt giải | [ 43 ]        |
| 2020 | Giải thưởng giải trí SBS lần thứ 14 (14th SBS Entertainment Awards) | Giải thưởng Xuất sắc hàng đầu (Hạng mục Chương trình/Tạp kỹ)   | Running Man                         | Đoạt giải | [ 44 ]        |